# Сем Гаузер
Сем Га́узер (англ. Sam Houser, 24 травня 1971, Лондон) — англійський виробник і розробник відеоігор. Один із засновників і президент Rockstar Games. Один з творців серії Grand Theft Auto; починаючи з третьої частини серії, є режисером і продюсером.